# مرگ غیرطبیعی
مرگ غیرطبیعی عبارتی است که توسط پزشکان یا آمارگیران دولتی استفاده می‌شود و منظور از آن هر گونه مرگی است که در طبقه‌بندی مرگ طبیعی جای نداشته باشد؛ بنابراین، چنانچه فردی بر اثر حوادث زیر درگذرد، مرگش غیرطبیعی ثبت می‌شود:
- حادثه
- سوء مصرف مواد
- اعدام
- قتل
- مورد حمله واقع شدن توسط حشرات، خزندگان، ماهی‌ها، درندگان و دیگر جانوران حیات وحش
- مرگ بر اثر عدم موفقیت جراحی (توجه کنید که مرگ بر اثر عدم نتیجه‌بخش بودن عمل جراحی با جراحی نادرست و غیر حرفه‌ای متفاوت است)
- مرگ بر اثر عدم مراقبت پزشکی و پایش مناسب در بیمارستان
- مرگ بر اثر بلایای طبیعی
- انواع مسمومیت ها
- خودکشی
- تروریسم
- جنگ
- سقط جنین[۱]